# Cowdray Park
Cowdray Park är ett slott i Storbritannien.   Det ligger i grevskapet West Sussex och riksdelen England, i den södra delen av landet, 70 km sydväst om huvudstaden London. Cowdray Park ligger 124 meter över havet.
Terrängen runt Cowdray Park är platt åt nordost, men åt sydväst är den kuperad. Runt Cowdray Park är det ganska tätbefolkat, med 134 invånare per kvadratkilometer. Närmaste större samhälle är Chichester, 19,0 km söder om Cowdray Park. Trakten runt Cowdray Park består till största delen av jordbruksmark.